# پالماروزای سه‌تکه
پالماروزای سه‌تکه (نام علمی: Chicoreus palmarosae) نام یک گونه از تیره حلزون‌های خاردار است.